# Lorenzo Sáez
Lorenzo Oscar Sáez Ceballos (ur. 6 lipca 1969 w Marcos Juárez) – argentyński piłkarz występujący na pozycji napastnika, trener piłkarski.

## Kariera klubowa
Sáez jest wychowankiem zespołu Newell’s Old Boys z siedzibą w mieście Rosario. W jego barwach zadebiutował w argentyńskiej Primera División w sezonie 1989/1990. Nie zawsze był czołowym strzelcem zespołu, jednak podczas rozgrywek 1990/1991 zdobył z Newell’s mistrzostwo Argentyny. Zaraz po tym sukcesie przeszedł do Estudiantes La Plata, a później reprezentował barwy stołecznego Argentinos Juniors, jednak z żadną z tych drużyn nie potrafił wywalczyć poważniejszego osiągnięcia. Podczas gry w Argentinos wziął udział w Supercopa Sudamericana w 1992 roku, jednak jego ekipa odpadła z turnieju już w 1/8 finału. W 1993 roku był także zawodnikiem drugoligowego CA All Boys, w którym szybko wyrósł na najskuteczniejszego piłkarza w klubie.
W 1993 roku Sáez wyjechał do Meksyku, gdzie spędził kolejne osiem lat. Początkowo występował w Deportivo Toluca, w barwach którego zadebiutował w meksykańskiej Primera División – 15 sierpnia 1993 w przegranym 2:3 spotkaniu z Cruz Azul. Premierowego gola dla Toluki strzelił 13 marca 1994 w wygranej 3:0 konfrontacji z Tigres UANL. W 1995 roku przeszedł do drugoligowego klubu CF Pachuca i już w pierwszych rozgrywkach, 1995/1996, pomógł mu awansować do najwyższej klasy rozgrywkowej. Wywalczył przy tym tytuł króla strzelców drugiej ligi meksykańskiej z trzydziestoma golami na koncie. Sukces ten powtórzył również już w pierwszej lidze, kiedy to podczas sezonu Verano 1997 zdobył dwanaście bramek w siedemnastu spotkaniach, dzieląc się trofeum dla najlepszego strzelca ze swoim rodakiem Gabrielem Caballero.
Dobra forma Sáeza zaowocowała transferem do CF Monterrey, gdzie nie potrafił on jednak nawiązać do swoich rekordów strzeleckich w Pachuce. Po sześciu miesiącach podpisał umowę z Club León, w którym spędził z kolei półtora roku. Później występował jeszcze w drugoligowym Atlético Yucatán, po czym wyemigrował do Wenezueli. Tam w wieku 32 lat zakończył profesjonalną grę w piłkę, reprezentując barwy Monagas SC. W 2007 roku na krótko został asystentem trenera w drugoligowym meksykańskim klubie Querétaro FC.